# Kinh Dương Vương
Kinh Dương Vương („König Kinh Dương“, chữ Hán: 涇陽王), persönlicher Name Lộc Tục, ist in der vietnamesischen Mythologie einer der Stammväter der Vietnamesen. Er soll im 3. Jahrtausend v. Chr. geherrscht haben.
Gemäß der vietnamesischen Ursprungssage handelt es sich bei ihm um einen jüngeren Sohn des Đế Minh („Kaiser Ming“), der wiederum ein Urenkel des Urkaisers Thần Nông (chin. Shennong) ist. Seine Mutter ist Vụ Tiên Nữ, die Personifikation eines über dem nördlichen Vietnam stehenden Sternbildes, die der Vater bei einer Reise nach Ngũ Lĩnh (Nan Ling) getroffen hatte. 
Von seinem Vater Đế Minh wurde Kinh Dương aufgrund seiner Intelligenz als Nachfolger auserwählt, er verzichtete allerdings zugunsten seines älteren Halbbruders Đế Nghi freiwillig auf den Kaiserthron. Von dieser Selbstlosigkeit gerührt ernannte der Vater Kinh Dương zum König eines südlichen Reiches – eine Küstenregion, die den Namen Xích Quỷ (wortwörtlich „Rote Teufel“) trug und wohl mit Lĩnh Nam (Lingnan) identisch ist. 
Kinh Dương Vương heiratete Thần Long Nữ, die Tochter des Drachen-Herrschers des Dongting-Sees (Động Đình Quân) – möglicherweise eine Anspielung auf den Staat Chu –, und hatte mit ihr den Sohn Lạc Long Quân. Dieser trat später seine Nachfolge an, heiratete die Fee Âu Cơ und wurde schließlich zum eigentlichen Begründer des ersten vietnamesischen Staates Văn Lang (Hồng-Bàng-Zeit). 
Es gab somit eine nördliche (chinesische) und eine südliche (vietnamesische) Dynastielinie. Die nördliche Linie, also die Nachkommen des Đế Nghi, wurde allerdings nach wenigen Generationen vom Gelben Kaiser besiegt und verdrängt. Die Nachkommen des Kinh Dương Vương, das heißt die vietnamesischen Herrscher, hatten nach dieser Geschichtsauslegung folglich einen älteren und moralisch besseren Herrschaftsanspruch als die späteren chinesischen Kaiser. 
Im heutigen Vietnam wird Kinh Dương Vương an zwei Orten verehrt: Auf dem Berg Hồng Lĩnh in der Provinz Hà Tĩnh – von hier aus soll er zeitweise regiert haben – sowie in Đại Đồng Thành im Kreis Thuận Thành der Provinz Bắc Ninh – hier soll sich sein Grab befinden.
Im Gegensatz zur Sage um seinen Sohn, die vermutlich auf altertümlichen Volksüberlieferungen beruht, wurde der Abstammungsmythos um Kinh Dương Vương wohl erst im 14. und 15. Jahrhundert durch Geschichtsschreiber der Lê-Dynastie geschaffen. Behandelt wird seine Sage besonders in der Geschichtensammlung Lĩnh Nam chích quái sowie bei Ngô Sĩ Liên gegen Ende des 15. Jahrhunderts. Es ging den vietnamesischen Hofgelehrten nach den Jahren der brutalen Ming-Fremdherrschaft 1407–1427 dabei in erster Linie darum, die Unabhängigkeit des Landes gegenüber China geschichtlich zu begründen und das vietnamesische Kaisertum als das ältere und bessere darzustellen. 